# Liste der Bodendenkmäler in Garching bei München
Auf dieser Seite sind die Bodendenkmäler in der oberbayerischen Stadt Garching bei München zusammengestellt. Diese Tabelle ist eine Teilliste der Liste der Bodendenkmäler in Bayern. Grundlage ist die Bayerische Denkmalliste, die auf Basis des Bayerischen Denkmalschutzgesetzes vom 1. Oktober 1973 erstmals erstellt wurde und seither durch das Bayerische Landesamt für Denkmalpflege geführt wird. Die folgenden Angaben ersetzen nicht die rechtsverbindliche Auskunft der Denkmalschutzbehörde.

## Bodendenkmäler in Garching bei München
| Lage                           | Objekt | Akten-Nr.     | Bild           |
| ------------------------------ | --- | ------------- | -------------- |
| (Standort)                     | Körpergräber der Bronzezeit. | D-1-7735-0144 |                |
| (Standort)                     | Verebnete Grabhügel mit Brandbestattungen der Bronzezeit. | D-1-7735-0146 |                |
| (Standort)                     | Körpergräber des frühen Mittelalters. | D-1-7735-0147 |                |
| (Standort)                     | Verebnete Grabhügel vorgeschichtlicher Zeitstellung. | D-1-7735-0148 |                |
| (Standort)                     | Grabenwerk und Bestattungsplatz mit Kreisgräben vorgeschichtlicher Zeitstellung. | D-1-7735-0149 |                |
| (Standort)                     | Siedlung vor- und frühgeschichtlicher Zeitstellung. | D-1-7735-0150 |                |
| (Standort)                     | Siedlung vor- und frühgeschichtlicher Zeitstellung. | D-1-7735-0151 |                |
| (Standort)                     | Siedlung der Hallstattzeit und des frühen Mittelalters. | D-1-7735-0152 |                |
| (Standort)                     | Siedlung vor- und frühgeschichtlicher Zeitstellung. | D-1-7735-0153 |                |
| (Standort)                     | Siedlung vor- und frühgeschichtlicher Zeitstellung. | D-1-7735-0154 |                |
| (Standort)                     | Siedlung vor- und frühgeschichtlicher Zeitstellung. | D-1-7735-0155 |                |
| (Standort)                     | Siedlung der Hallstattzeit. | D-1-7735-0156 |                |
| (Standort)                     | Siedlung der späten Latènezeit und des frühen Mittelalters. | D-1-7735-0157 |                |
| (Standort)                     | Bestattungsplatz mit Kreisgräben vorgeschichtlicher Zeitstellung. | D-1-7735-0158 |                |
| (Standort)                     | Siedlung vor- und frühgeschichtlicher Zeitstellung. | D-1-7735-0161 |                |
| (Standort)                     | Siedlung der Hallstattzeit | D-1-7735-0162 |                |
| (Standort)                     | Siedlung vorgeschichtlicher Zeitstellung. | D-1-7735-0253 |                |
| (Standort)                     | Körpergräber des Endneolithikums (Glockenbecherkultur), der mittleren und der späten Bronzezeit, Bestattungsplatz mit Kreisgräben vorgeschichtlicher Zeitstellung sowie Siedlung vorgeschichtlicher Zeitstellung. | D-1-7735-0257 |                |
| (Standort)                     | Siedlung vor- und frühgeschichtlicher Zeitstellung. | D-1-7735-0290 |                |
| (Standort)                     | Siedlung vor- und frühgeschichtlicher Zeitstellung. | D-1-7735-0291 |                |
| Münchener Straße 13 (Standort) | Untertägige mittelalterliche und frühneuzeitliche Befunde im Bereich der katholischen Kirche St. Katharina in Garching und ihrer Vorgängerbauten.                                                                 | D-1-7735-0292 | weitere Bilder |
| (Standort)                     | Archäologische Befunde im Bereich eines Teilabschnitts des Schleißheimer Kanalsystems (Abschnitt des Schleißheimer Kanals).                                                                                       | D-1-7735-0313 |                |
| (Standort)                     | Archäologische Befunde im Bereich eines Teilabschnitts des Schleißheimer Kanalsystems (Abschnitt des Dirnismaninger Kanals).                                                                                      | D-1-7735-0314 |                |
| (Standort)                     | Siedlung vorgeschichtlicher Zeitstellung, u. a. der Bronzezeit und der Latènezeit, sowie Brand- und Körpergräber vorgeschichtlicher Zeitstellung.                                                                 | D-1-7735-0319 |                |
| (Standort)                     | Siedlung und Bestattungsplatz mit Kreisgräben vorgeschichtlicher Zeitstellung. | D-1-7736-0037 |                |